# إدوارد هيريرا
إدوارد هيريرا (بالإنجليزية: Edward Herrera)‏ (14 يوليو 1986 في مالطا - ) هو مدرب كرة قدم ولاعب كرة قدم مالطي في مركز الدفاع. شارك مع منتخب مالطا تحت 21 سنة لكرة القدم ومنتخب مالطا لكرة القدم. أما مع النوادي، فقد لعب مع نادي بيركيركارا ونادي هيبرنيانز وMelita F.C. ‏ وPietà Hotspurs F.C. ‏.

## وصلات خارجية
- إدوارد هيريرا على موقع الاتحاد الأوربي (الإنجليزية)
- إدوارد هيريرا على موقع قاعدة بيانات كرة القدم.إي يو (الإنجليزية)
- إدوارد هيريرا على موقع ناشيونال فوتبول تيمز (الإنجليزية)
- إدوارد هيريرا على موقع Soccerway.com (الإنجليزية)
- إدوارد هيريرا على موقع عالم كرة القدم.نت (الإنجليزية)